# Conodonta
I conodonti (Conodonta) sono un misterioso gruppo di animali, vissuti nel Paleozoico e all'inizio del Mesozoico (dal Cambriano superiore al Triassico superiore). Per più di un secolo questi esseri furono conosciuti esclusivamente per i fossili dei loro strani apparati boccali, solamente nel 1983 fu scoperto il primo resto fossile dell'animale completo, seguito da altri nei primi anni '90.

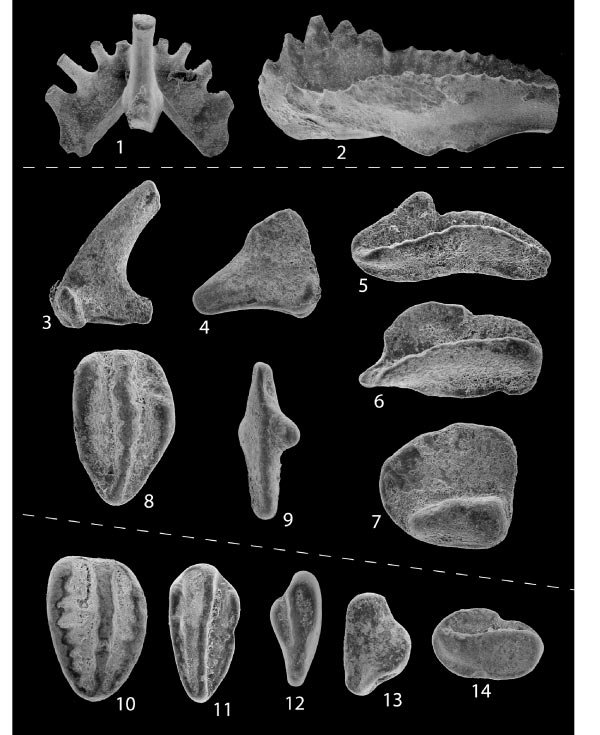
Conodonti provenienti dalla Pennsylvania e dal Maryland, USA.

Si ritiene che l'intera classe dei Conodonti sia scomparsa in seguito al grande evento di estinzione di massa avvenuto tra il Triassico e il Giurassico, cioè all'incirca 200 milioni di anni fa.

## Un mistero lungo più di cento anni
Questi animali sono stati considerati uno dei grandi misteri della paleontologia: fino alla fine degli anni '80 le parentele tassonomiche dei conodonti rimasero virtualmente sconosciute. Tutto quello che era venuto alla luce erano decine di migliaia di piccoli elementi dentati, incredibilmente numerosi in moltissimi giacimenti paleozoici e triassici in tutto il mondo.
Per tutto l'800 e gran parte del '900 questi microfossili vennero trovati isolati gli uni dagli altri; negli anni '60 pochi resti rinvenuti vicini tra loro, in possibile relazione anatomica fra i diversi resti, furono riconosciuti come parte di una struttura complessa appartenente a un singolo organismo, con il corpo composto solamente da tessuti molli, rimasto seppellito nel luogo in cui era morto, senza alcun trasporto post mortem che distruggesse l'assetto anatomico. L'apparato conodonte, così come venne chiamato, era costituito da molti elementi conodonti, in relazione tra loro e di forma diversa. La funzione di tale apparato restò incerta, anche se fu ipotizzato che venisse utilizzato dall'animale per cibarsi. Dell'animale proprietario di tale apparato non si aveva alcuna traccia. 

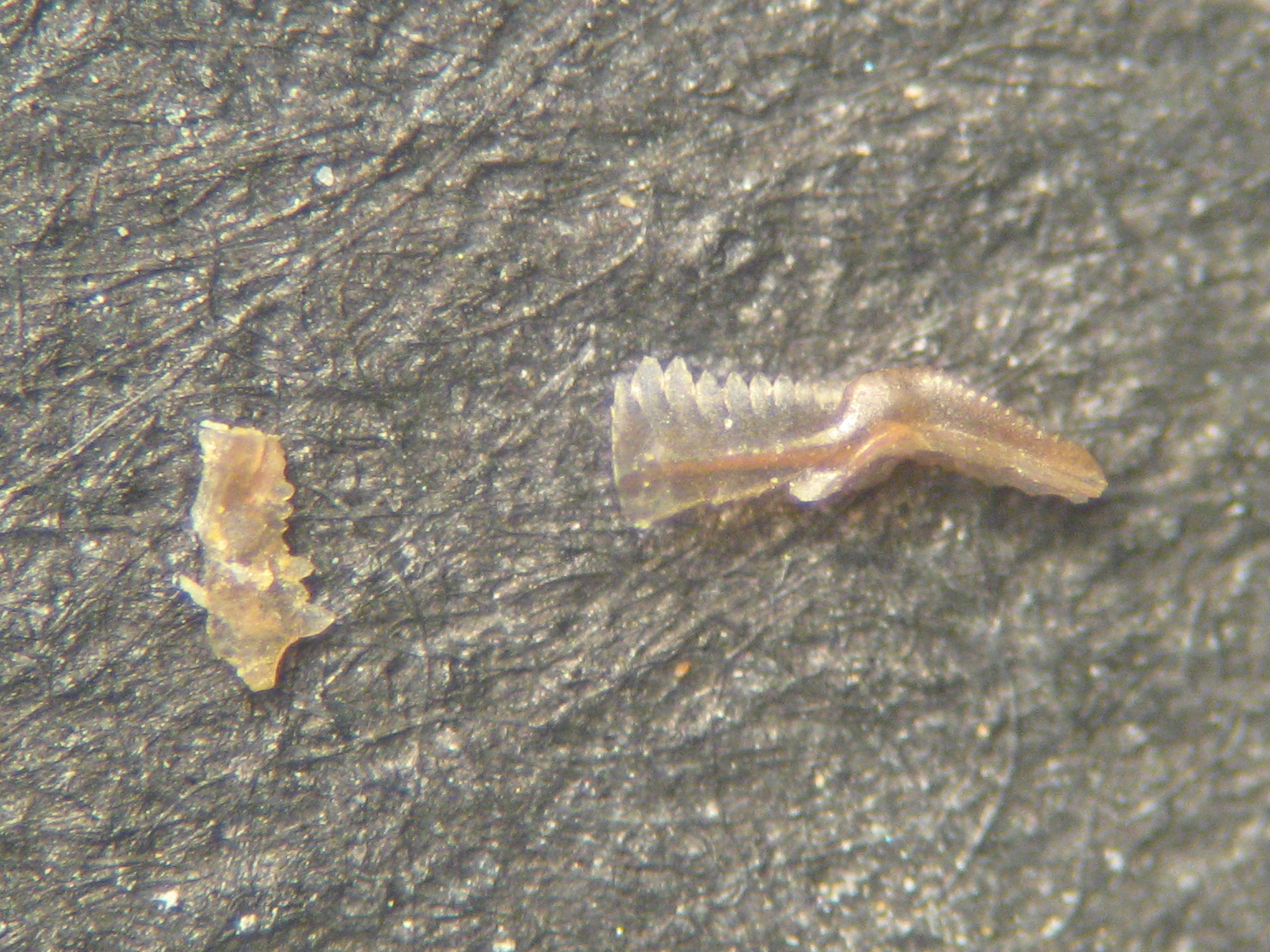
Conodonti al microscopio ottico

## Struttura
Nel 1983 fu scoperto, in un giacimento di tipo Konservat-lagerstätten, in strati del Carbonifero inferiore della Scozia, un esemplare completo, con tanto di apparato conodonte. Clydagnathus windsorensis, questo il nome scientifico, permise di chiarire molti punti oscuri legati a questi animali: l'animale conodonte era lungo quattro centimetri circa, fornito di un corpo vermiforme allungato e di una testa bulbosa. Il corpo ricorda molto quello degli attuali anfiossi, con tanto di notocorda e muscolatura segmentata.
Pochi anni più tardi, in strati dell'Ordoviciano del Sudafrica, venne alla luce un secondo esemplare di dimensioni maggiori denominato Promissum pulchrum; esso raggiungeva i 40 cm di lunghezza.

## Parentele con i vertebrati
Per più di un secolo, questi bizzarri animali hanno messo in crisi le classificazioni dei paleontologi: di certo, però, erano ben pochi gli studiosi che ne avevano sospettato un'affinità con i vertebrati. È curioso notare come, nel primo studio su questi animali (1856), Pander ipotizzò che gli elementi conodonti appartenessero a un qualche tipo di pesce estinto. La teoria, però, non venne seguita, e nei decenni successivi le ipotesi si moltiplicarono. Molti paleontologi ritenevano che questi elementi non facessero nemmeno parte di un apparato boccale. Solo le scoperte degli anni '80 e '90 permisero di affermare che l'intuizione di Pander era corretta
Attualmente i conodonti sono considerati vertebrati molto primitivi, forse più evoluti delle lamprede, con un tipo di apparato boccale unico.
I conodonti vanno collocati tra i vertebrati (craniata) per una serie di caratteristiche, tra le quali: la testa posta anteriormente alla notocorda; la pinna caudale con supporti seriali; la presenza di una coppia di occhi ben sviluppati; la muscolatura esterna dell’occhio; la presenza di capsule otiche (strutture relative ai sensi della vista e dell’udito presuppongono che essi avessero anche un cervello di complessità sufficiente per “processare” le informazioni raccolte da queste strutture); la presenza di «denti» (in apatite); il modo di crescita del tessuto osseo e della dentina; l’istologia delle parti dure mineralizzate.
Gli enigmi, però, non sono finiti: c'è chi pensa che le strane strutture bulbose poste in cima al "cranio" siano grandi occhi, chi invece ritiene che potessero essere parte del meccanismo boccale. Anche la paleobiologia di questi animali è del tutto sconosciuta.